# آزور ای
آزور ای (به انگلیسی: Azure A) با فرمول شیمیایی C۱۴H۱۴ClN۳S یک ترکیب شیمیایی است. شکل ظاهری این ترکیب، پودر قهوه‌ای و سبز تیره است.